# Tyrannochthonius monodi
Espèce
Tyrannochthonius monodi est une espèce de pseudoscorpions de la famille des Chthoniidae.

## Distribution
Cette espèce est endémique du Cameroun. Elle se rencontre sur le mont Cameroun.

## Publication originale
- Vachon, 1941 : Pseudoscorpions récoltés en Afrique occidentale tropicale par P. Lepesme, R. Paulian et A. Villiers. (Note preliminaire.)  Bulletin Scientifique de Bourgogne, vol. 9, p. 29-35.